# Laocoön paradoxus
Laocoön paradoxus är en svampart som först beskrevs av Syd. & P. Syd., och fick sitt nu gällande namn av J.C. David 1997. Laocoön paradoxus ingår i släktet Laocoön och familjen Mycosphaerellaceae.   Inga underarter finns listade i Catalogue of Life.